# 자금지원
자금지원 혹은 자금조성이란 국가 또는 기타의 행정주체가 공익적 견지에서 특정한 사업 또는 활동을 조장, 촉진하기 위하여 개인 또는 사기업에게 재산적 이익을 제공하는 행위를 뜻한다. 자금지원은 직접적 자금지원과 세금 감면 등 간접적 자금지원이 있다. 자금지원은 공법적인 형식 또는 사법적인 형식으로 행해질 수 있다.

## 같이 보기
- 보조금

## 참고 문헌
- 김철용, 행정법, 고시계사, 2012. ISBN 9788958223832